# Luigi Vanvitelli
Luigi Vanvitelli (Napoli, 12 maggio 1700 – Caserta, 1º marzo 1773) è stato un architetto e pittore italiano.
Vanvitelli è considerato uno dei maggiori interpreti del periodo di transizione tra il Rococò e il Neoclassicismo. Eseguì un cospicuo numero di opere che ancor oggi caratterizzano il paesaggio di varie città italiane: a Caserta la scenografica Reggia, alla quale il suo nome è tuttora indissolubilmente legato, e l'imponente acquedotto Carolino; ad Ancona il grande Lazzaretto pentagonale, su un'isola artificiale della stessa forma da lui realizzata, e la chiesa del Gesù; a Napoli l'emiciclico Foro Carolino (Piazza Dante), il palazzo Doria d'Angri, il Palazzo Calabritto e la Casina Vanvitelliana nella vicina Bacoli; a Roma il difficile restauro della Basilica di Santa Maria degli Angeli, progettata da Michelangelo sui resti delle Terme di Diocleziano e alterata dagli interventi successivi.
Si affermò in seguito alla partecipazione ai concorsi romani per la Fontana di Trevi e per la facciata di San Giovanni in Laterano: i suoi progetti, pur non risultando vincitori, furono molto apprezzati e ne rivelarono l'estro artistico. Assurto a notorietà, fu molto attivo in centro Italia, in particolare ad Ancona e a Roma, per poi essere assunto al servizio di Carlo di Borbone per il quale realizzò, a partire dal 1752, la Reggia di Caserta. Nel 2016 gli è stata intitolata la Seconda università degli Studi di Napoli, divenuta l'Università degli Studi della Campania Luigi Vanvitelli.

## Biografia

### Origini e formazione
Nacque il 12 maggio 1700 a Napoli, da madre romana, Anna Lorenzani (1669-16 dicembre 1736; figlia dell'ottonaio e artista romano Giovanni Andrea Lorenzani) e da padre olandese, il pittore Caspar van Wittel, che si era trasferito per lavorare nel cantiere del palazzo Reale, su invito del viceré Luigi Francesco de la Cerda, duca di Medinaceli; fu proprio in onore del viceré che al fanciullo venne imposto il nome di Luigi.
Pochi anni dopo la nascita del figlio, Caspar decise di trasferirsi a Roma, portando Luigi e la moglie Anna Lorenzani con sé. L'iniziale formazione di Vanvitelli avvenne, nell'ambito artistico capitolino, sotto la guida del padre, che non di rado gli passava i propri album da disegno, invogliandolo a continuare, e del nonno materno Andrea Lorenzani; intanto, Vanvitelli poté costruire anche la propria cultura figurativa, sostanziata da un erudito classicismo derivato dal contatto diretto con gli antichi monumenti della città eterna.
Il precoce e versatile talento del Vanvitelli, tuttavia, venne nel 1715 definitivamente indirizzato verso l'architettura dall'architetto siciliano Filippo Juvarra, impegnato in quei mesi nella progettazione della Sagrestia Vaticana. Come testimoniato dallo scrittore Lione Pascoli, quando lo Juvarra esaminò alcuni disegni eseguiti dal Vanvitelli, rimase meravigliato dalle sue eccezionali doti grafiche: «glieli lodò assaissimo, e mostrò di meravigliarsi, che in giovanile età oprasse da provetto. L'esortò a perseverare ne' cominciati studi dicendoli che miglior fortuna fatta avrebbe in questi, che in quelli della pittura, perché molti erano i pittori che allora con fama esercitavano l’arte, e rari gli architetti». Fu grazie a queste lodi che Vanvitelli manifestò una sincera inclinazione all'architettura, che iniziò a studiare proprio sotto la guida dello Juvarra, del quale si sentiva un discepolo; proseguì i suoi studi da autodidatta, studiando i testi di Vitruvio e dei trattatisti del Cinquecento.
Di seguito si riporta l'unico sonetto scritto da Vanvitelli in veste di arcado:
Il rapporto tra Luigi e il padre si trasformava intanto da un discepolato a una fattiva collaborazione: Vanvitelli, infatti, accompagnava il padre Caspar nel lavoro e lo assisteva nell'esercizio della pittura, aiutandolo a disegnare e a colorare. Da lui Vanvitelli derivò una salda nitidezza di tecnica e uno stile fatto di ampi spazi pieni di luce, che avrebbe poi applicato molto spesso nelle sue realizzazioni architettoniche. Nelle vedute di Caspar van Wittel gli elementi architettonici e strutturali si impongono sulle figure, quasi come se le architetture stesse facessero parte del paesaggio naturale; questa contrapposizione tra il paesaggio ideale e la veduta reale è l'insegnamento più valido impartito dl padre Caspar al figlio apprendista architetto. Accanto all'architettura, comunque, Vanvitelli si applicò anche alla scenografia (precisamente a Roma, al teatro della Pace a al Capranica) e alla pittura, conseguendo risultati mediocri: sue realizzazioni pittoriche, in ogni caso, sono la decorazione absidale della chiesa del Suffragio, a Viterbo, con Daniele nella fossa dei leoni, a Roma gli affreschi e la pala dell'altare delle Reliquie nella chiesa di Santa Cecilia e alcuni dipinti nella chiesa di San Bartolomeo dei Bergamaschi.
Dopo i primi passi come scenografo e pittore, in ogni caso, Vanvitelli nel 1726 fu nominato aiuto architetto di G. Antonio Valerio a San Pietro, affacciandosi nell'affollata scena architettonica romana: con questa carica l'apprendista architetto acquistò sempre maggiore prestigio nel mondo culturale capitolino, e la sua figura pubblica coincise definitivamente con quella di un uomo raffinato e brillante. In questo contesto si inserì l'ingresso nell'Accademia dell'Arcadia nel 1728, con l'evocativo nome pastorale di Cleante Fidiaco, poi mutato intorno al 1764 in Archimede Fidiaco. Vanvitelli, tuttavia, era alieno al mestiere della scrittura, e fu con rammarico che dovette comporre un «sonettaccio ridicolo» (come ebbe a definirlo egli stesso) poi pubblicato nel 1764 in una raccolta di poemi arcadi; ben più congeniale ai suoi interessi fu invece l'ammissione all'Accademia di San Luca nel 1733.

### Le prime opere

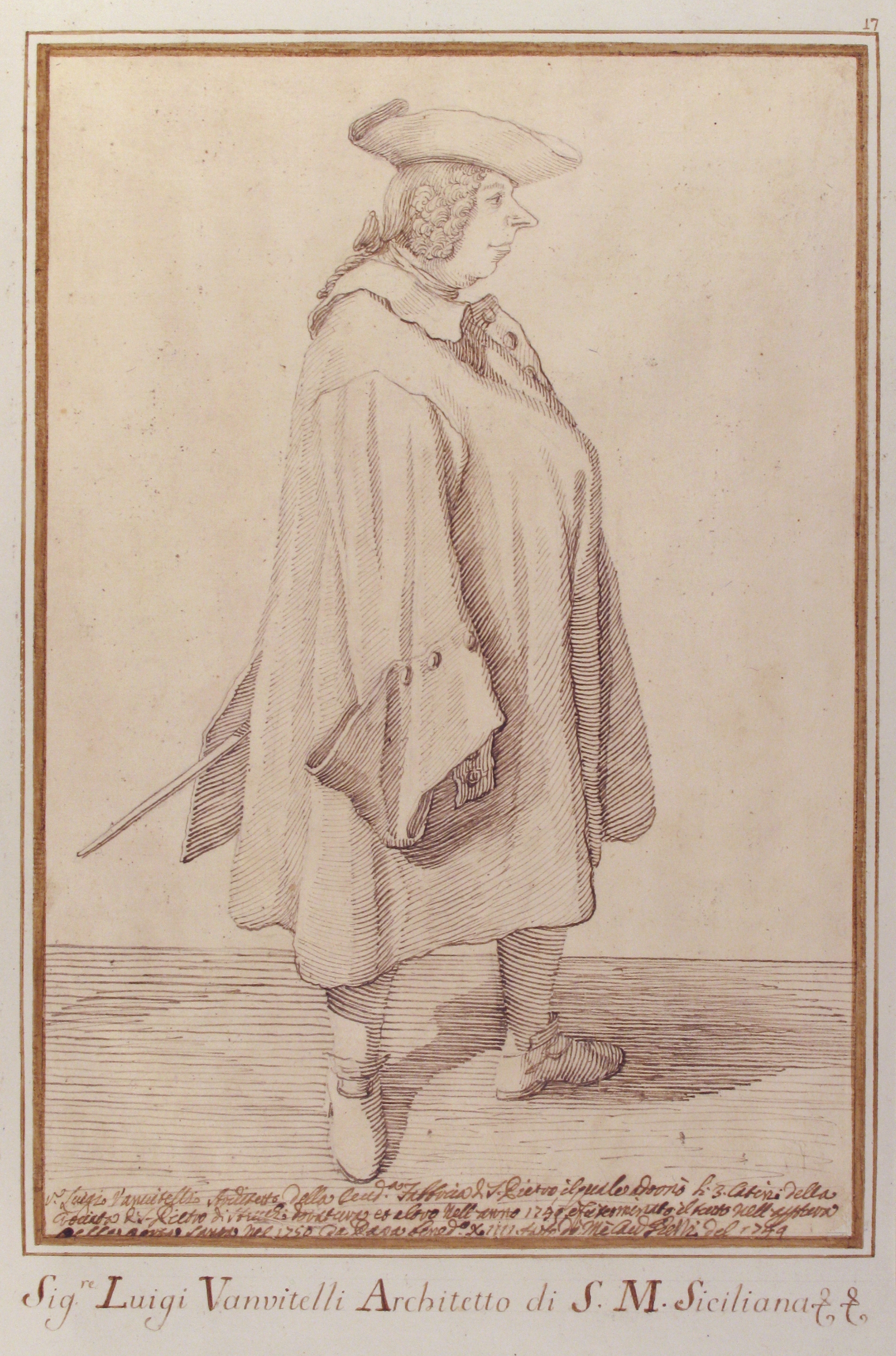
Caricatura di Luigi Vanvitelli realizzata da Pier Leone Ghezzi, al Metropolitan Museum di New York.

Il primo concreto approccio del Vanvitelli all'architettura risale al 1728, quando gli venne commissionato in Urbino il restauro del palazzo Albani, ovvero del palazzo di famiglia del Papa Clemente XI; nella chiesa di San Francesco, sempre ad Urbino, inserì analogamente la cappella Albani, ove utilizzò un sarcofago paleocristiano con un bassorilievo del Buon Pastore. Questi interventi riscossero un'accoglienza assai calorosa, che gli valse la nomina della Reverenda camera apostolica e l'incarico di realizzare l'acquedotto del Vermicino, iniziato sotto Benedetto XIII, e completato durante il pontificato di Clemente XII nel 1731 con la collaborazione del coetaneo e amico Nicola Salvi. A completamento dell'opera, realizzò la Fontana di Vermicino (1731), situata all'angolo tra Via della Mola Cavona e Via Tuscolana Vecchia, nella parte della località di Vermicino situata nel Comune di Frascati.
Gli viene inoltre attribuito probabilisticamente il disegno per la ristrutturazione della Fontana Bella o di Porta Furba, situata a Roma all'incrocio tra Via del Mandrione e Via Tuscolana, oggi conosciuta come fontana di Clemente XII, realizzata nel 1733.
Nel 1732 Vanvitelli partecipò ai due concorsi banditi dalla corte pontificia: l'uno riguardava l'esecuzione della fontana di Trevi, che fu vinto dal Salvi, mentre l'altro concerneva la realizzazione della facciata della Basilica di San Giovanni in Laterano, aggiudicata fra accese polemiche ad Alessandro Galilei.
Pur non avendo vinto i due concorsi, Vanvitelli ebbe modo di farsi notare, giacché i suoi progetti furono giudicati assai favorevolmente dagli esaminatori.

### Ad Ancona

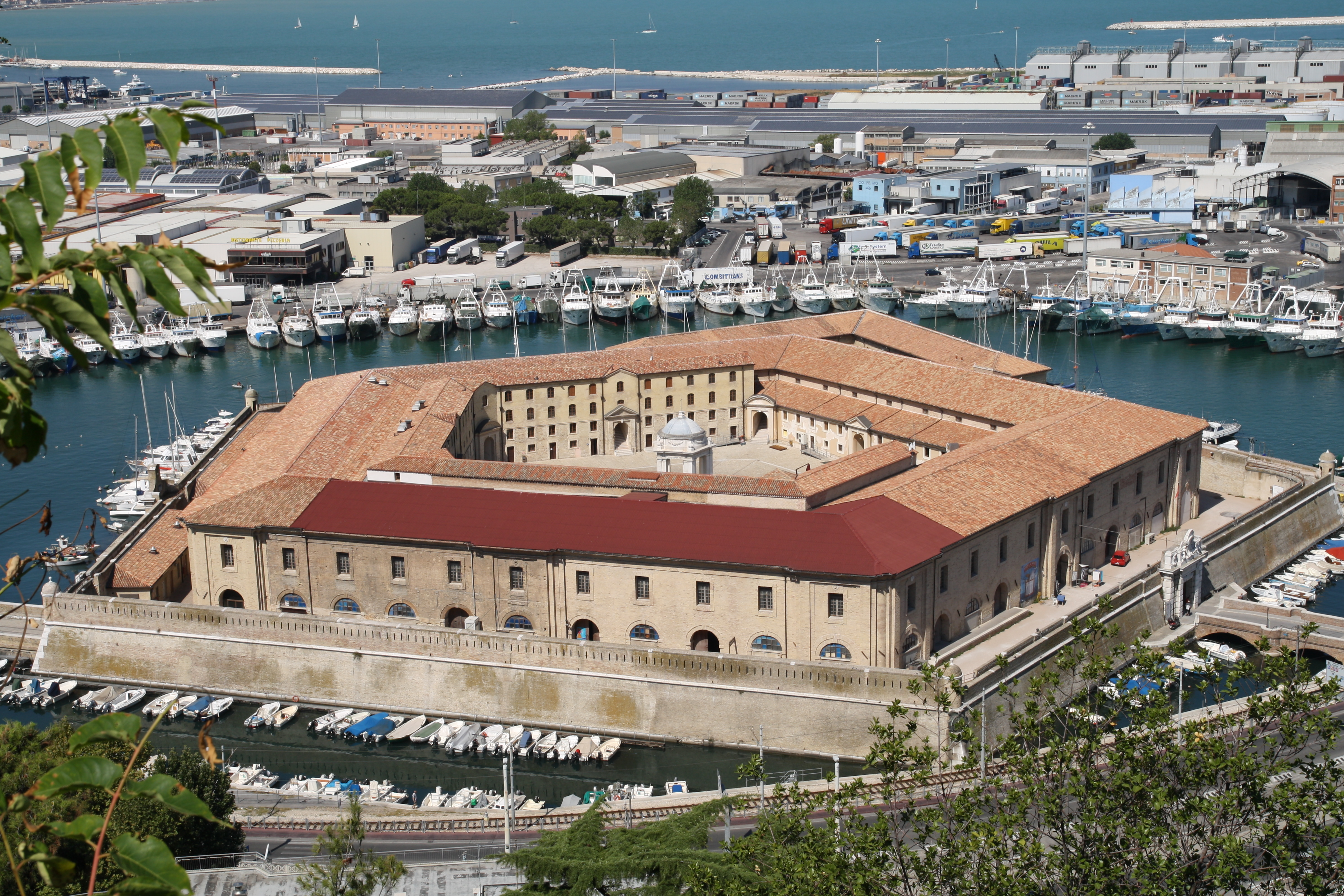
Il Lazzaretto di Ancona.

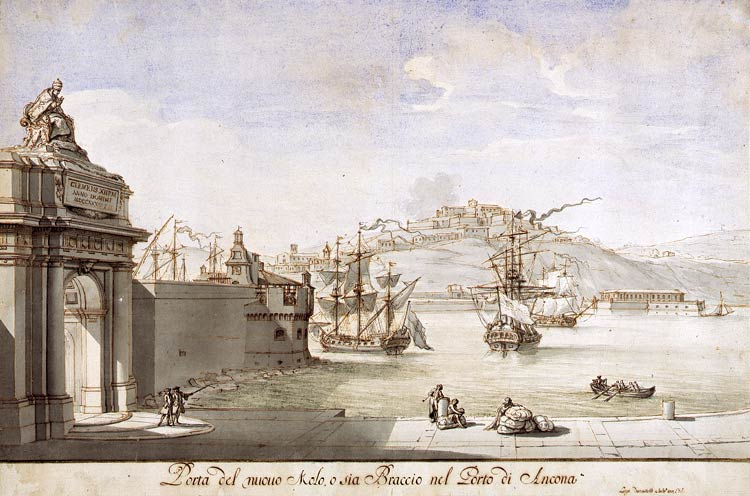
Luigi Vanvitelli - Disegno del progetto della Porta del nuovo molo di Ancona, ovvero Arco Clementino, con la statua del papa Clemente XII benedicente sulla sommità dell'Arco

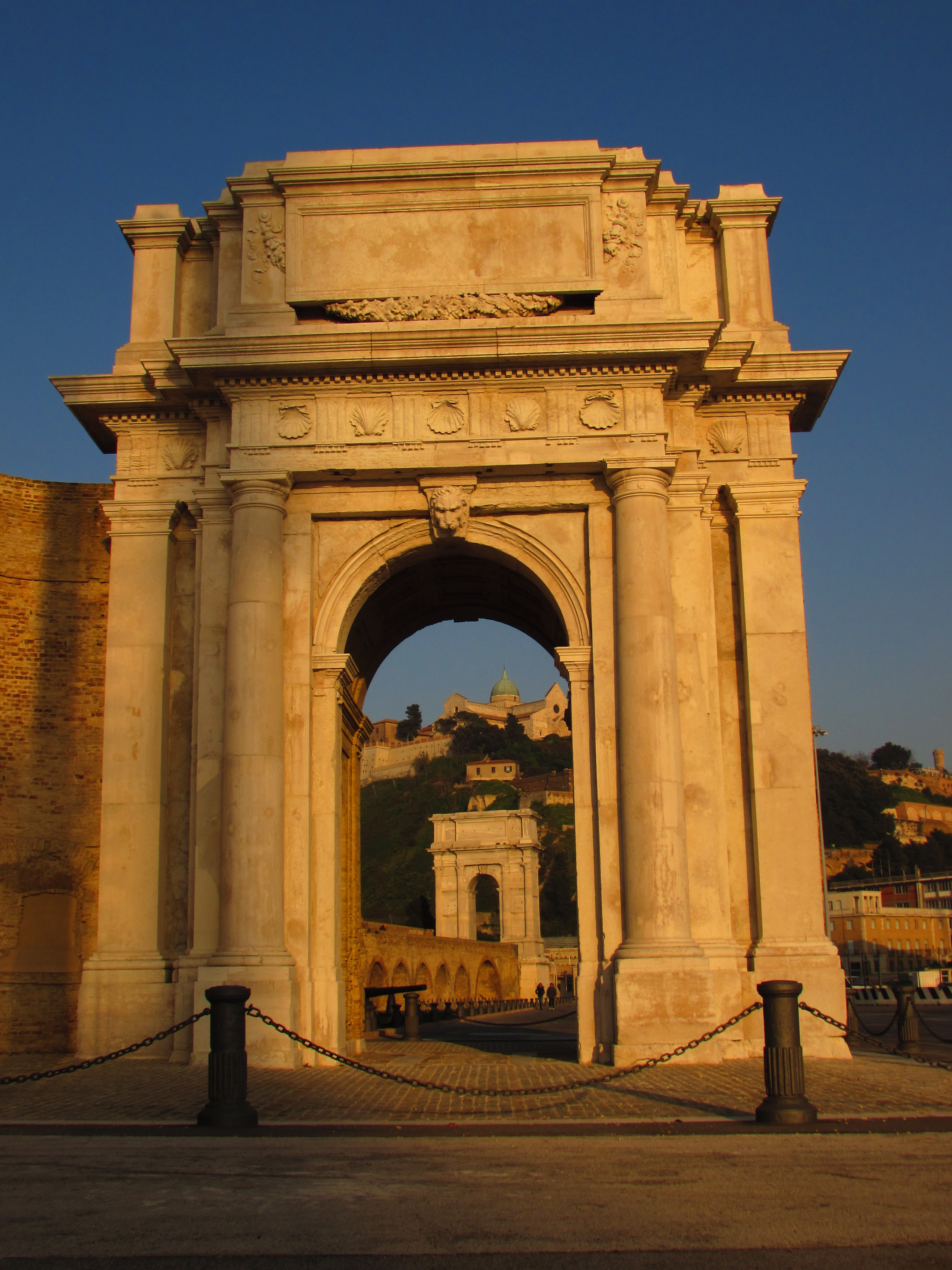
L'arco Clementino di Ancona.

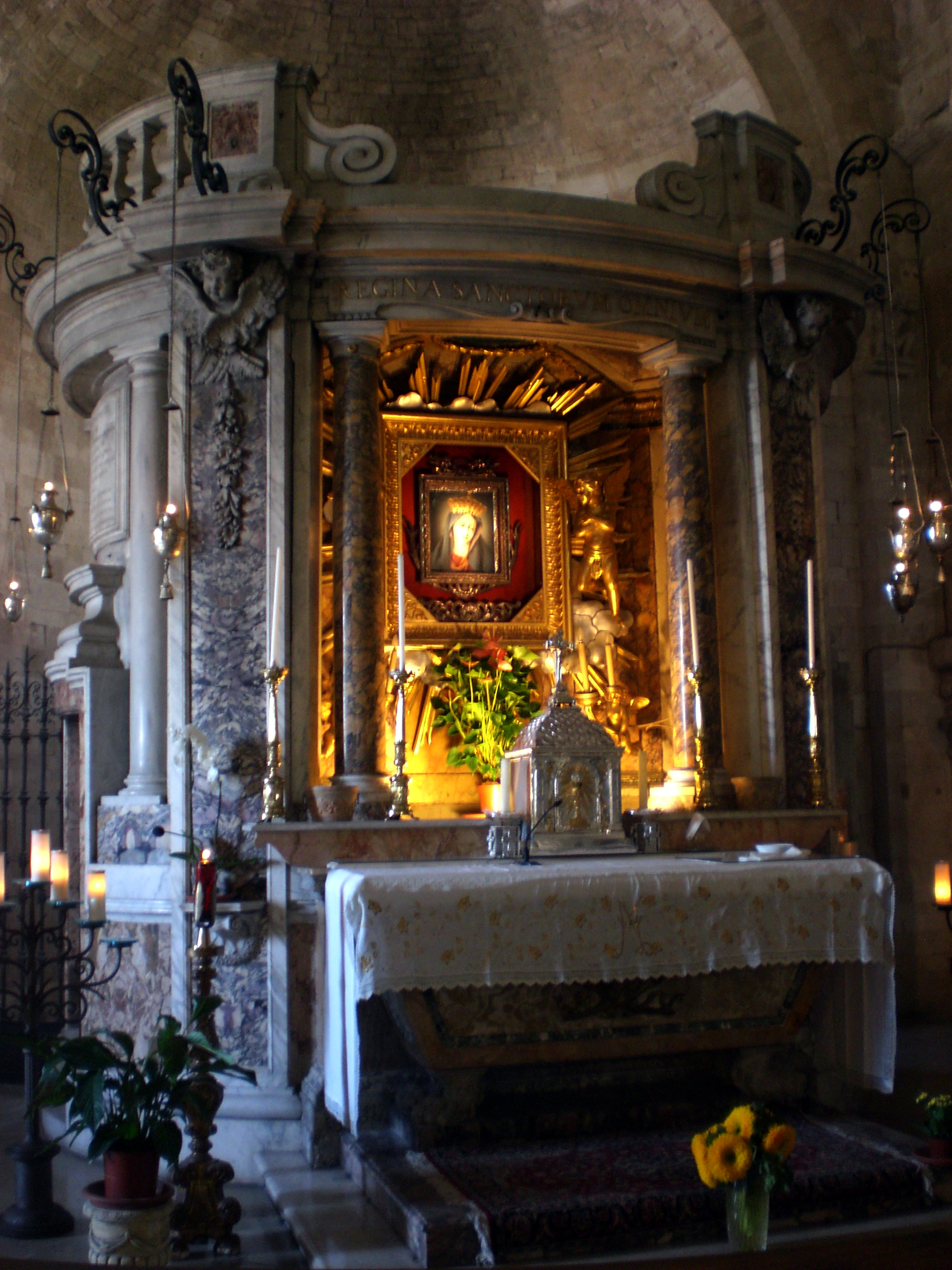
L'edicola della Madonna del Duomo di Ancona

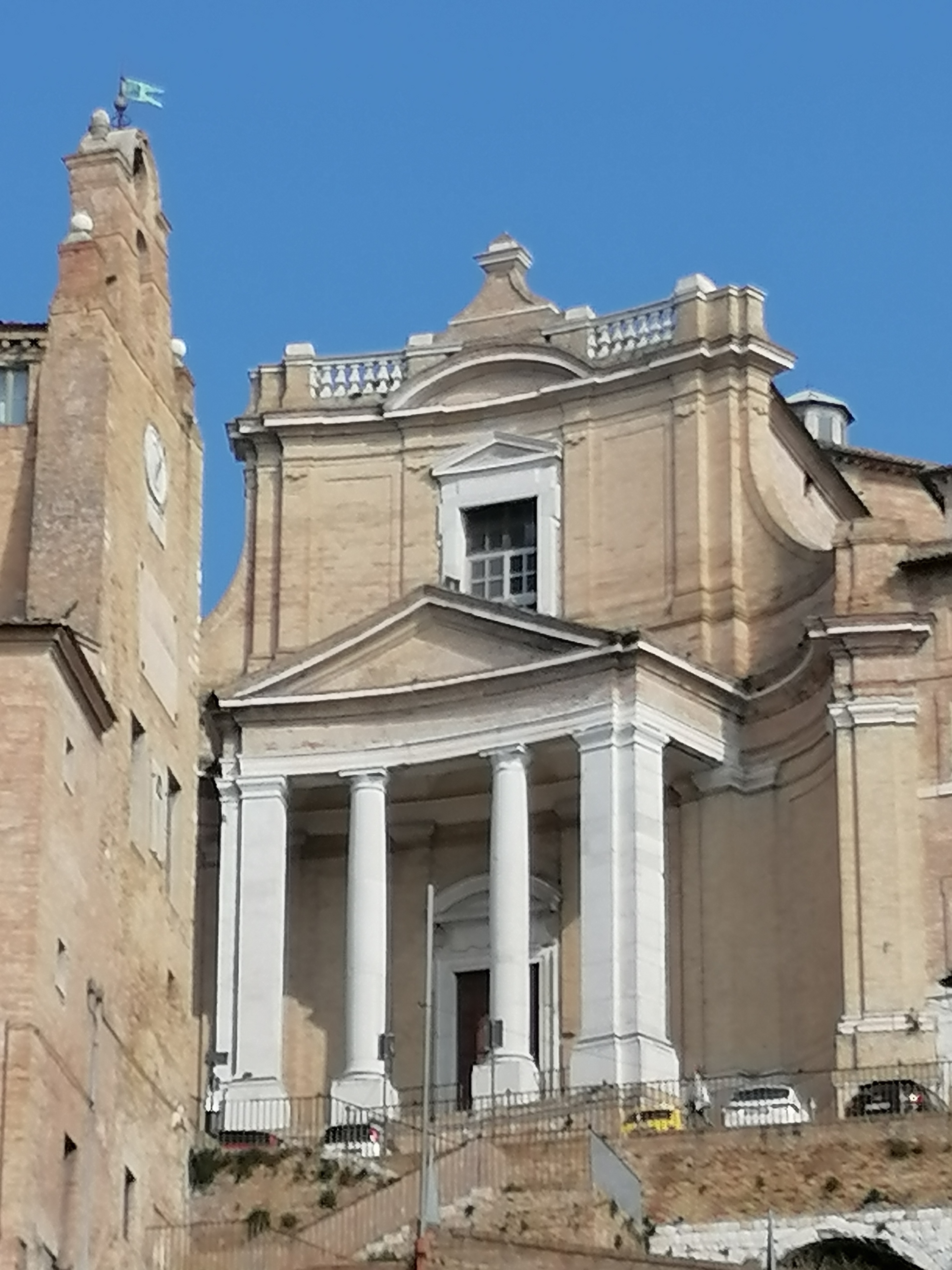
La chiesa del Gesù di Ancona.

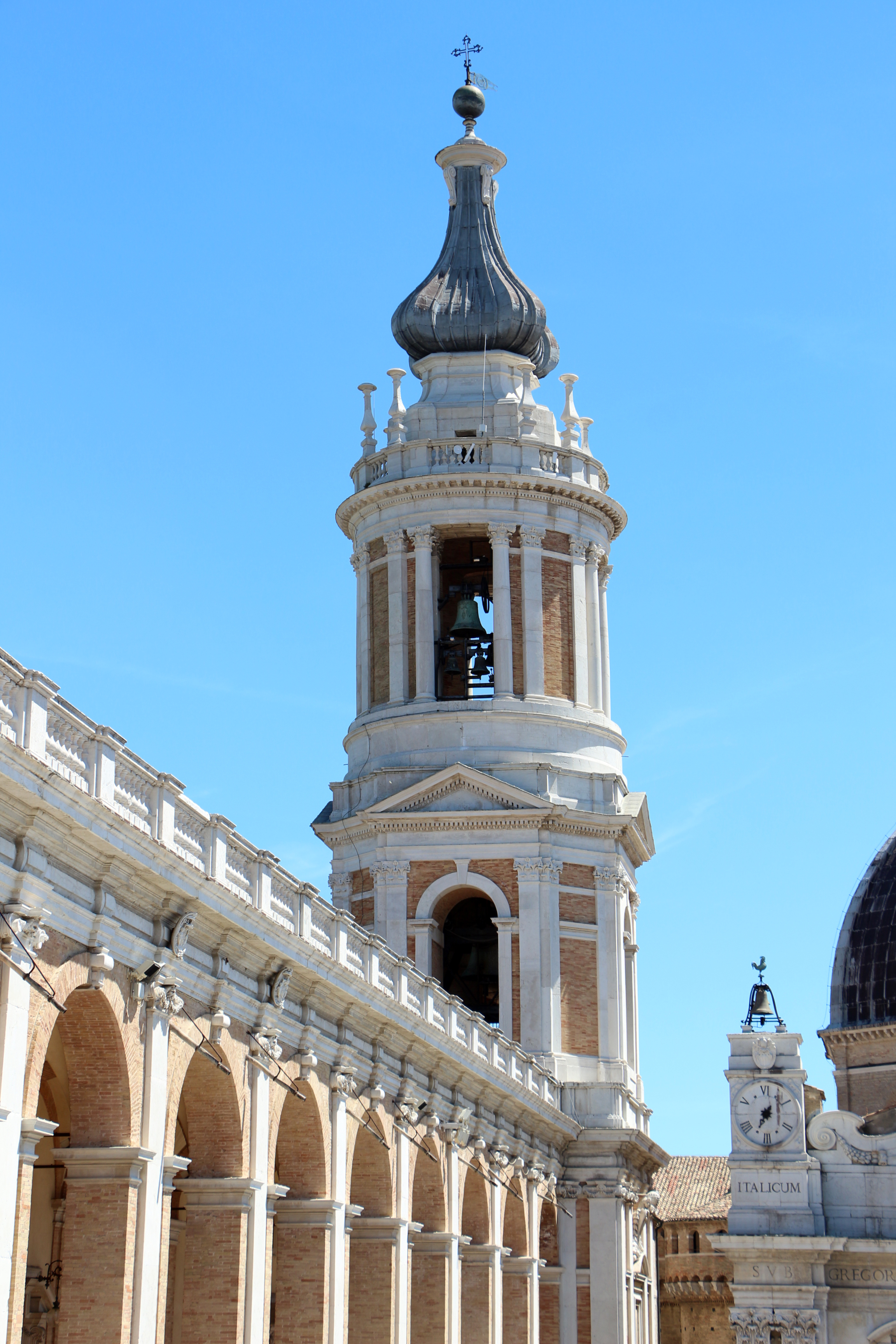
il Campanile Vanvitelliano della Basilica della Santa Casa di Loreto.

Dopo i concorsi romani, il nome di Vanvitelli era divenuto conosciuto e apprezzato; l'architetto si vide così commissionare, direttamente da papa Clemente XII, il suo primo incarico di rilievo: si trattava della sistemazione e dell'ampliamento del porto di Ancona, così da renderlo adatto a svolgere la funzione di scalo romano verso Oriente.
Nell'ambito dei progetti anconetani, si ricorda soprattutto il Lazzaretto, costruito su una grande isola artificiale a forma di pentagono: i lavori, sebbene iniziati subito nel 1734, si protrassero per lungo tempo, specialmente a causa di problematiche di natura politica. Oltre al Lazzaretto, ad Ancona Vanvitelli realizzò anche il Molo Nuovo, la Porta Clementina e la Chiesa del Gesù, che con la sua facciata concava e alta sul mare, riassume la curvatura dell'intero arco portuale.
Nel corso dei lavori anconitani, Vanvitelli fu costretto ad andare avanti e indietro dalle Marche a Roma con una certa continuità e regolarità, a causa della salute declinante del padre Caspar che, nel tentativo estremo di togliersi una cataratta, aveva perso la vista di un occhio. Il tracollo fisico seguì a breve e Caspar van Wittel morì il 13 settembre 1736, all'età di ottantasei anni; tre mesi dopo fu seguito dalla moglie Anna, scomparsa il 16 dicembre.
Poco dopo queste vicissitudini familiari, Vanvitelli si sposò con Olimpia Starich (31 dicembre 1709-?), figlia di un contabile della fabbrica di San Pietro: il matrimonio, che si rivelerà molto felice, fu celebrato il 3 marzo 1737 e fu coronato dalla nascita di otto figli.
Sebbene allietati dall'affettuosità della consorte, tuttavia, questi non furono anni felici per Vanvitelli: la sistemazione del porto anconitano, infatti, fu accompagnata da costanti polemiche, sicché i lavori, alquanto avanzati, vennero sospesi nel 1740, dopo la morte del suo mecenate Clemente XII.
I progetti anconetani furono ripresi solo nel 1754, quando erano già quasi completati il Lazzaretto, la Porta Clementina, la chiesa del Gesù ed era stato impostato nelle sue linee generali il molo nuovo; la prevista lanterna del porto, però, non era stata ancora iniziata. La direzione dei lavori della lanterna fu però affidata a Carlo Marchionni; Vanvitelli fu profondamente amareggiato dall'inattesa notizia di non poter proseguire l'esecuzione dell'opera, anche se Marchionni portò tutto a compimento secondo i suoi disegni, modificando solo le forme del coronamento.
In occasione dei lavori portuali, vennero commissionate a Vanvitelli anche altre opere nella città dorica: la cappella delle reliquie del Duomo di San Ciriaco, il Palazzo Bourbon del Monte (oggi Palazzo Jona-Millo), il rifacimento della Chiesa di Sant'Agostino e l'ampliamento di Palazzo Ferretti, oggi sede del Museo archeologico nazionale delle Marche.
Inoltre, grazie alla testimonianza dei biografi, sappiamo che Vanvitelli operò in altre città delle Marche, oltre che ad Ancona: l'architetto, infatti, compì brevi viaggi a Macerata, ove lavorò alla basilica di Santa Maria della Misericordia, a Loreto, dove completò il loggiato del bramantesco palazzo Apostolico e il campanile della Basilica della Santa Casa (il campanile più alto delle Marche) e anche a Pesaro, ove fu autore della Chiesa della Maddalena.

### Il periodo romano

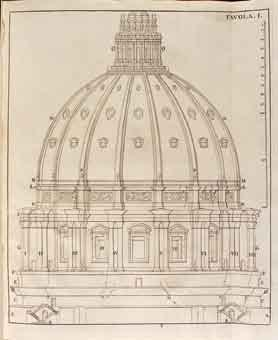
Giovanni Poleni, Memorie istoriche della gran cupola (1748)

Gli esiti della febbrile attività architettonica del Vanvitelli riguardarono anche l'Umbria, dove si recò per progettare la chiesa e il convento degli Olivetani a Perugia e per restaurare l'antica cattedrale romanica di Foligno, e la città toscana di Siena, ove fu impegnato nella progettazione della chiesa di Sant'Agostino. Non mancò, tuttavia, di recarsi a Roma, dove continuò a tenere la residenza in ragione della carica di architetto della Fabbrica di San Pietro, assunta intorno al 1735. Essendosi occupato in precedenza dell'acquedotto di Vermicino, Vanvitelli fu incaricato, nel 1741, del restauro della villa Tuscolana dei Gesuiti a Frascati, detta «Rufinella» dal nome dell'ex possessore Alessandro Ruffini; nel 1743, eresse presso il porto di Civitavecchia, alla Calata della Rocca, la fontana del Porto, che fu detta poi Fontana del Vanvitelli.
Uno dei problemi più impegnativi che interessarono il Vanvitelli a Roma fu, nel 1742, il consolidamento della cupola di San Pietro, che sin dal momento della sua costruzione (iniziata da Michelangelo Buonarroti nel 1546) aveva destato forti preoccupazioni. Per risolvere le gravi deficienze statiche della cupola Vanvitelli nel 20 settembre 1742 pubblicò un'accurata relazione ove suggerì di rinforzarla con dei cerchioni di ferro; inizialmente la proposta non riscosse i consensi di Benedetto XIV, assai scettico in quanto questa soluzione avrebbe alterato notevolmente la plastica del monumento. Il progressivo acuirsi delle polemiche, alimentata specialmente da Ferdinando Fuga, spinse il pontefice ad avvalersi della consulenza del matematico padovano Giovanni Poleni, che tuttavia preferì la proposta del Vanvitelli, lodando apertamente l'interesse tecnico della soluzione da lui suggerita. Pertanto, i cerchioni - sei in tutto - vennero fissati alla Cupola fra il 1743 e il 1748, in un totale di cinque anni di lavoro.
Negli stessi anni al Vanvitelli furono affidate la realizzazione della Cappella di San Giovanni Battista nella chiesa lisbonese di San Rocco e, a Roma, la costruzione del convento degli Agostiniani. Sempre nell'Urbe, nel 1748, il Vanvitelli fu impegnato nel restauro della basilica di Santa Maria degli Angeli e dei Martiri; nonostante ogni accorgimento, l'intervento vanvitelliano - che si occupò di decorare il sobrio interno michelangiolesco nello stile dell'epoca - suscitò ulteriori acerbe polemiche, mosse soprattutto dal monsignor Giovanni Gaetano Bottari, assertore del Fuga che era suo conterraneo.

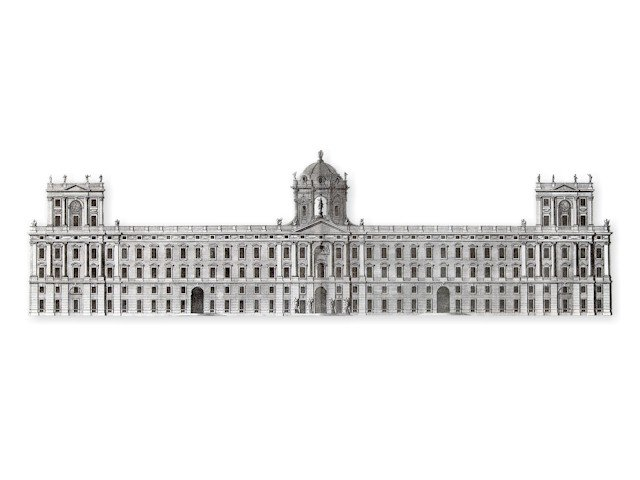
Luigi Vanvitelli, Disegno generale della reggia di Caserta (1751)

### Alla corte dei Borbone e la Reggia a Caserta
Il 1751 costituisce un punto di svolta per Vanvitelli, che in quell'anno inaugurò uno dei periodi più fecondi e laboriosi della sua esistenza. Carlo di Borbone, infatti, intendeva costruire una nuova residenza reale che emulasse Versailles nei pressi del borgo medievale di Casertavecchia. La scelta di questo territorio, nel cuore della pianura di Terra di Lavoro, fu dettata dalla volontà di offrire al governo napoletano un luogo salubre, fertile, valorizzabile dal punto di vista socioeconomico e strategicamente sicuro, in quanto lontano dal mare e dalle attacchi che da questo potevano venire. Dopo aver bocciato il progetto di Mario Gioffredo, anacronistico e privo di qualità estetiche, Carlo di Borbone pensò di affidare l'esecuzione del palazzo a Nicola Salvi; le precarie condizioni di salute di quest'ultimo, tuttavia, fecero indietreggiare il sovrano dal primitivo proposito e lo spinsero ad affidare l'incarico nel gennaio 1751 proprio al Vanvitelli.
Vanvitelli fu ben felice di accettare l'invito di Carlo di Borbone; l'architetto raggiunse rapidamente Napoli ed effettuò un sopralluogo a Caserta, per poi avviare in brevissimo tempo la progettazione del palazzo commissionatogli. Dopo un breve ritorno in centro Italia, dove erano in corso diversi lavori, Vanvitelli ultimò finalmente i disegni definitivi e li presentò ai Sovrani, che furono subito infiammati dall'entusiasmo. Maria Amalia di Sassonia, moglie di Carlo, non si stancava mai di osservare, di chiedere, di guardare, e alla fine richiese espressamente a Vanvitelli l'elaborazione di un «disegno per la Città di Caserta e le strade, perché chi vi averà da fabricare vi fabrichi con buona direzione, né più alto né più basso, ma tutto con ordine».

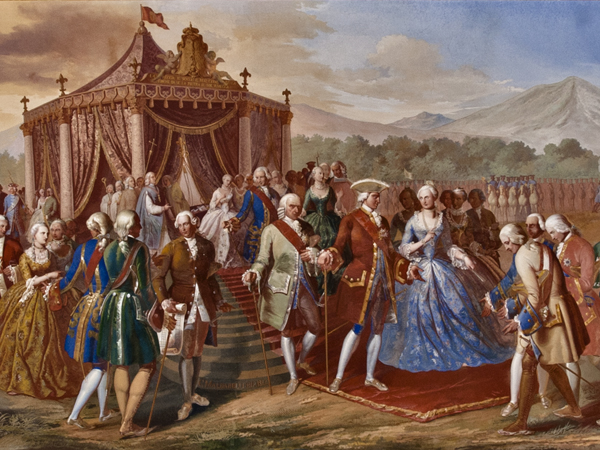
Gennaro Maldarelli, Cerimonia della posa della prima pietra del Palazzo Reale di Caserta (1844); affresco del soffitto della Sala del Trono, reggia di Caserta. Dettaglio.

Prima di iniziare la costruzione del complesso, Vanvitelli concordò con Carlo di Borbone la stampa di un vasto programma iconografico di comunicazione, così da mostrare a tutte le corti europee la grandiosità del sovrano di Napoli; frattanto, Vanvitelli prese alloggio a Caserta nel Palazzo dell'Intendente, presso il Boschetto. In poco più di un mese venne organizzato il cantiere della Reggia, e la posa della prima pietra venne celebrata in una solenne cerimonia tenutasi il 20 gennaio 1752, giorno genetliaco del Re; sulla pietra Vanvitelli fece incidere un distico elegiaco in latino, scritto dall'amico Porzio Lionardi, per alludere - ricorrendo a un adynaton - alla perpetuità che si voleva augurare alla reggia e alla stirpe borbonica. Esso recita:
Pochi giorni dopo l'inaugurazione del cantiere Vanvitelli iniziò un lungo e laborioso lavoro di ricerca delle sorgenti, così da garantire il funzionamento dei giochi d'acqua delle Reali Delizie e l'approvvigionamento idrico dell'intero complesso: alla ricerca delle sorgenti anticamente utilizzate dall'acquedotto romano dell'Acqua Giulia, l'architetto si spinse lontano da Caserta, sino a giungere nell'ubertosa valle Caudina, ove trovò le sorgenti del Fizzo, alle falde del monte Taburno.
Il cantiere della Reggia, nel frattempo, era diventato enorme: vi lavoravano infatti circa tremila persone, tra muratori, falegnami, fabbri, scalpellini, manovali, galeotti e schiavi musulmani, che per edificare il complesso si servivano anche della forza animale, impiegando cavalli, buoi, persino qualche cammello. Vanvitelli, dal suo lato, doveva provvedere ai disegni, ai calcoli, alle livellazioni, agli scavi, alla scelta dei materiali edilizi, al parco, alle statue, agli artisti chiamati a decorare gli ambienti (appartamenti, teatro, cappella) e all'acquedotto battezzato Carolino in onore al sovrano. Intanto, tra Vanvitelli e la corte iniziarono già a sorgere i primi dissapori, specialmente con il marchese Bernardo Tanucci, al quale l'architetto dovette addirittura inoltrare una supplica per ottenere il rifornimento di carbonella, regolarmente distribuito agli altri uffici per il riscaldamento invernale ma non al suo: Tanucci, che era anche segretario di Stato, nutriva una profonda avversione verso Vanvitelli.

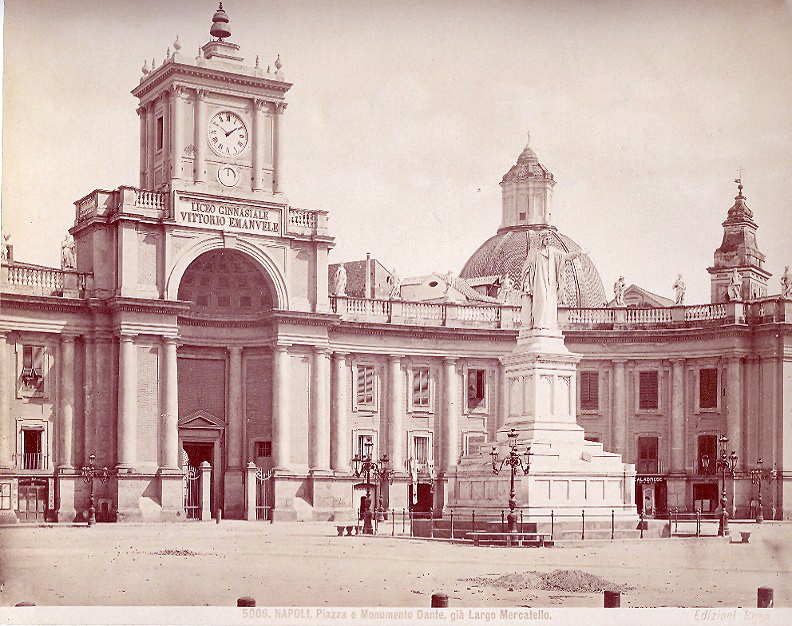
Il Foro Carolino (oggi complesso del Convitto Nazionale) con la piazza antistante in una foto di Giacomo Brogi

### La reggenza di Tanucci e il declino
In virtù del prestigio acquisito con la direzione della fabbrica borbonica, Vanvitelli ormai non sapeva più come rispondere alle commissioni che gli piovevano da tutte le parti. A Caserta restaurò il palazzo Acquaviva, costruì il palazzo per il marchese di Squillace e la Vaccheria di Aldifreda, ampliò il palazzo dell'intendente per fare spazio agli appartamenti dei principini, rifece la chiesa di Sant'Agostino e restaurò il contiguo convento delle monache, nonché la chiesa del Carmine; a Capua, invece, mise mano al restauro il convento delle monache del Ritiro e la Fortezza. A Napoli diresse la ristrutturazione della basilica della Santissima Annunziata Maggiore, la costruzione del Foro Carolino al largo del Mercatello (l'odierna piazza Dante), della caserma di Cavalleria Borbonica, della facciata e della sagrestia della chiesa di San Luigi di Palazzo (distrutta nella seconda guerra mondiale), della chiesa di San Marcellino, di quella della Rotonda (pure scomparsa), del palazzo Fondi, del palazzo Doria d'Angri a via Toledo, e infine il restauro del palazzo Reale, di villa Campolieto a Ercolano e del teatro San Carlo. Lavorò alacremente anche a Benevento (progetto del ponte sul Calore), Foggia (palazzo della Dogana) e Barletta (saline), non mancando di disegnare anche apparati per feste, scenografie, addirittura illustrazioni per libri. In particolare lo stesso Carlo di Borbone nel 1754 incaricò Vanvitelli di occuparsi dell'ammodernamento e dell'ampliamento delle Saline di Margherita di Savoia, avvenuto anche con la creazione di nuove zone salanti, come quella Regina, dedicata a Carolina d'Austria (oggi dismessa e sede di un quartiere cittadino) e l'apertura di una foce verso Torre Pietra; nello stesso anno disegnò la sacrestia di Santa Maria di Pozzano, nell'omonima basilica, a Castellammare di Stabia.
La morte senza eredi di Ferdinando VI, fratellastro di Carlo di Borbone, e il trasferimento di quest'ultimo presso la corte spagnola colsero Vanvitelli nel pieno del fervore del cantiere casertano. Il passaggio di Carlo al trono di Spagna si frantumò il sogno di Maria Amalia, che ambiva a costruire «con buona direzione» una nuova capitale intorno alla reggia, già abbozzata tra l'altro dal Vanvitelli nel progetto generale: la città sarebbe sorta negli anni a venire in maniera disordinata, senza seguire le disposizioni vanvitelliane. Il nuovo monarca borbonico, Ferdinando IV (soprannominato sarcasticamente dall'architetto O rre piccirillo), non era certamente all'altezza del predecessore e, a causa della vegliarda età e della salute cagionevole, non poteva prendere decisioni. Il nuovo monarca borbonico, Ferdinando IV (soprannominato sarcasticamente dall'architetto O rre piccirillo), non era certamente all'altezza del predecessore e, a causa della vegliarda età e della salute cagionevole, non poteva prendere decisioni; di questo inadeguato sostegno della committenza regale se ne approfittò Bernardo Tanucci, che persisté nel suo atteggiamento ostile nei riguardi del Vanvitelli.

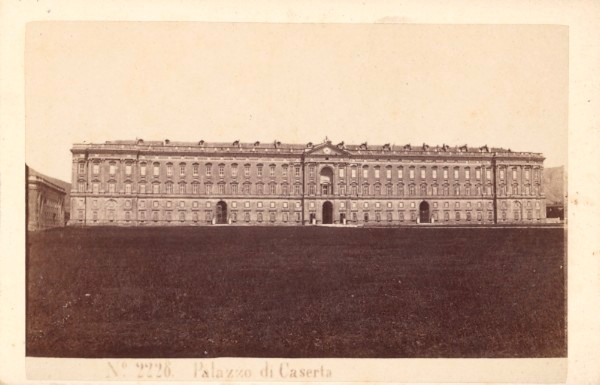
Fotografia della facciata esterna della reggia di Caserta scattata da Giorgio Sommer.

Con la reggenza di Tanucci, infatti, Vanvitelli si ritrovò ad affrontare anni bui. Fatta eccezione per l'abate Galiani, l'intera scena architettonica napoletana preferiva parteggiare per Ferdinando Fuga, il favorito di Tanucci, toscano come lui. Numerose, inoltre, furono le commesse che gli vennero sottratte, come nel caso della chiesa parrocchiale di Caserta, progetto caduto in mano al capo mastro Bernasconi che lo firmò a proprio nome; addirittura, quando il Vanvitelli si recò al ponte sul Calore a Benevento per un'ispezione, gli venne negato il compenso e gli venne perfino chiesto il fitto del carrozzino per il sopralluogo.

### Gli ultimi anni e la morte
Vanvitelli, sfiduciato dalla lentezza della costruzione della «sua fabrica», dall'apparire dei primi problemi di salute e soprattutto dagli intrighi di corte, in questo periodo raramente si allontanò da Caserta, preferendo rimanere nella sua abitazione del quartiere della Santella, adiacente alla chiesetta di Sant'Elena. La sua, tuttavia, fu tutt'altro che una vecchiaia di ozi, tanto che anche nella tarda età fu preso da incombenze e impegni: nel 1769 fu infatti chiamato a Milano per il restauro del palazzo vicereale, commissione per la quale propose un'armonizzazione della facciata della fabbrica con il Duomo dirimpettaio e un riassetto urbanistico della zona circostante: il progetto, tuttavia, non piacque, e Vanvitelli tornò in Sud Italia lasciando l'incarico allo scolaro Giuseppe Piermarini, che lo aveva seguito nel viaggio.
Intanto, Vanvitelli ritornò ad occuparsi di scenografia, allestendo nel 1766 gli apparati effimeri per il matrimonio di Ferdinando IV con Maria Giuseppa, e, dopo la morte di questa, con Maria Carolina, celebrato nel 1768. Fu così che si concluse la laboriosa carriera di Vanvitelli: quest'ultimo, ormai stanco e afflitto, si ritirò definitivamente a Caserta, dove morì duramente provato nel fisico il 1º marzo 1773. Quasi dimenticato, fu sepolto nella chiesa di San Francesco di Paola, nelle immediate vicinanze della reggia di Caserta da lui progettata. Le iscrizioni funebri furono commissionate allo storico casertano Francesco Daniele.

## Stile

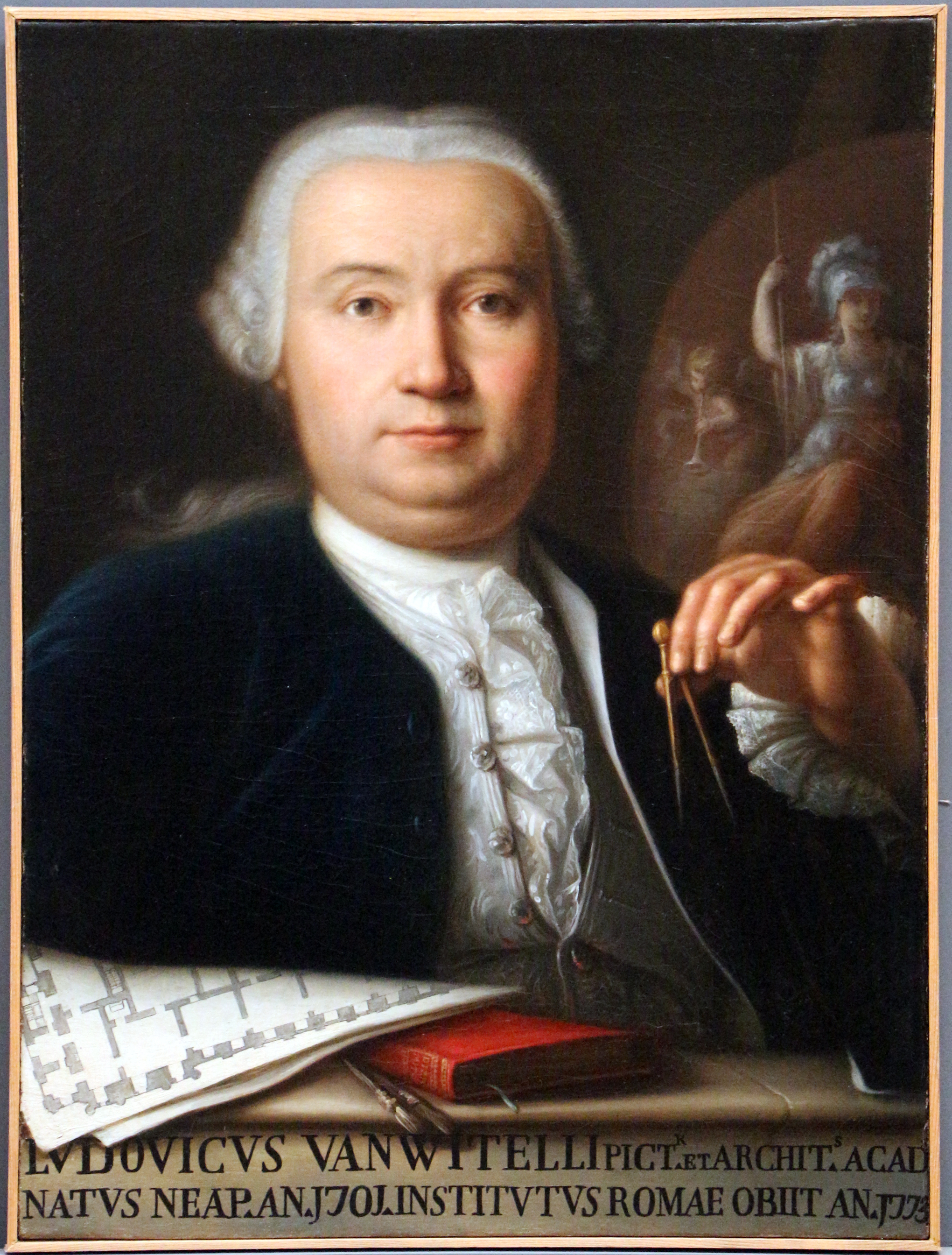
Luigi Vanvitelli in un ritratto eseguito da autore ignoto

L'eclettismo delle sue realizzazioni e la versatilità del suo estro creativo rendono Vanvitelli un architetto difficilmente inseribile entro i ristretti orizzonti di una definita corrente artistica: la produzione del Vanvitelli appare pertanto non priva di contraddizioni, tipiche del periodo di transizione fra barocco e neoclassicismo. Generalmente, si può affermare che il linguaggio vanvitelliano da una parte raccoglie l'eredità delle esperienze tardo-barocche, e dall'altra promuove le nuove soluzioni architettoniche offerte dal neoclassicismo; in ogni caso, continuano i dibattiti per inserire il Vanvitelli nella schematicità scandita dalla suddivisione in stili artistici. Lo storico dell'arte Corrado Maltese, ad esempio, è categorico nel definire l'opera vanvitelliana marcatamente barocca:
(Corrado Maltese)
Alla tesi di Maltese si oppone Renato Bonelli, che al contrario riconduce Vanvitelli verso esiti neoclassici:
(Renato Bonelli)

## L'uomoVanvitelli

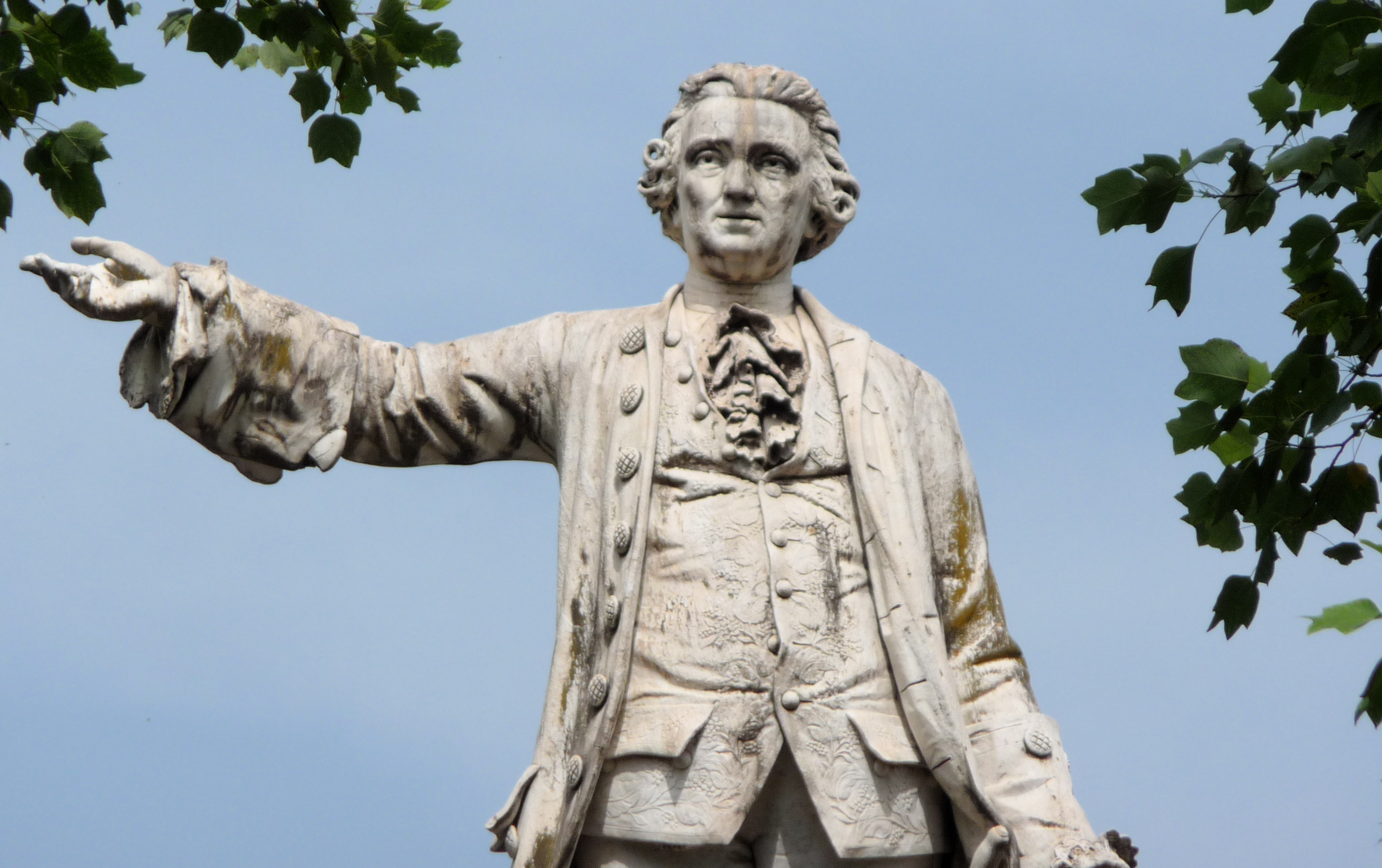
Statua di Luigi Vanvitelli a Caserta, nella piazza a lui dedicata

Luigi Vanvitelli jr., nipote dell'artista, autore di una biografia dell'architetto (denominata, per l'appunto, Vita dell'architetto Luigi Vanvitelli), ci offre un ritratto caratteriale del Vanvitelli assai vivido:
Dalle testimonianze, inoltre, sappiamo che Vanvitelli non era un assiduo frequentatore della vita mondana napoletana; ciò malgrado, quando il lavoro glielo permetteva, amava recarsi a teatro, specialmente al San Carlo. Per allontanarsi dalle normali occupazioni e ricrearsi, inoltre, spesso il Vanvitelli giocava a lotto, inoltrando al fratello Urbano soldi e istruzioni ben precise sui numeri da scegliere, spesso in riferimento a episodi bizzarri avvenuti a Napoli, seguendo così i dettami dell'interpretazione cabalistica.

## Opere
| Immagine | Titolo                                                         | Data         | Paese      | Città                   | Attribuzione e note |
| -------- | -------------------------------------------------------------- | ------------ | ---------- | ----------------------- | --- |
|          | Palazzo Albani                                                 | XVIII secolo | Italia     | Urbino                  | Attribuzione certa. Ristrutturazione |
|          | Palazzo Chigi-Odescalchi                                       | XVIII secolo | Italia     | Roma                    | Attribuzione certa. Ampliamento |
|          | Cupola di San Pietro                                           | XVIII secolo | Italia     | Roma                    | Attribuzione certa. Consolidamento e restauro |
|          | Altare di Sant'Anna della Basilica di Sant'Andrea delle Fratte | XVIII secolo | Italia     | Roma                    | Attribuzione certa. |
|          | Salone Vanvitelliano del Palazzo della Loggia                  | XVIII secolo | Italia     | Brescia                 | Attribuzione certa. |
|          | Palazzo Calabritto                                             | XVIII secolo | Italia     | Napoli                  | Attribuzione certa. Restaurazione e facciata |
|          | Basilica della Santissima Annunziata Maggiore                  | XVIII secolo | Italia     | Napoli                  | Attribuzione certa. Ristrutturazione |
|          | Ponte Vanvitelli                                               | XVIII secolo | Italia     | Benevento               | Attribuzione certa. |
|          | Palazzo Doria d'Angri                                          | XVIII secolo | Italia     | Napoli                  | Attribuzione certa |
|          | Caserma di Cavalleria Borbonica                                | XVIII secolo | Italia     | Napoli                  | Attribuzione certa. |
|          | Fontana dei Pesci                                              | XVIII secolo | Italia     | Salerno                 | Attribuzione. |
|          | Palazzo de Gemmis                                              | XVIII secolo | Italia     | Terlizzi                | Attribuzione certa. |
|          | Convitto nazionale Agostino Nifo                               | XVIII secolo | Italia     | Sessa Aurunca           | Attribuzione certa. Supervisione del restauro di Giuseppe Astarita |
|          | Palazzo Ferretti                                               | XVIII secolo | Italia     | Ancona                  | Attribuzione certa. Ristrutturazione con l'aggiunta dell'ala adiacente alla Chiesa dei Santi Pellegrino e Teresa, del balcone sopra il portale centrale, dello scalone d'onore e del giardino pensile a portico e logge |
|          | Chiesa di San Vito                                             | XVIII secolo | Italia     | Recanati                | Attribuzione certa. Facciata |
|          | Palazzo Apostolico                                             | XVIII secolo | Italia     | Loreto                  | Attribuzione certa. Completamento |
|          | Lazzaretto di Ancona                                           | 1733-1743    | Italia     | Ancona                  | Attribuzione certa. |
|          | Arco Clementino                                                | 1735         | Italia     | Ancona                  | Attribuzione certa. |
|          | Basilica di Santa Maria della Misericordia                     | 1736-1741    | Italia     | Macerata                | Attribuzione certa. |
|          | Chiesa ed ex monastero degli Olivetani di Montemorcino Nuovo   | 1740         | Italia     | Perugia                 | Attribuzione certa. |
|          | Castello Corvacchini                                           | 1740         | Italia     | Benevento               | Attribuzione certa. Restauro |
|          | Chiesa di San Rocco                                            | 1740         | Portogallo | Lisbona                 | Attribuzione certa. Cappella di San Giovanni Battista |
|          | Fontana del Vanvitelli                                         | 1743         | Italia     | Civitavecchia           | Attribuzione certa. |
|          | Chiesa del Gesù                                                | 1743-1746    | Italia     | Ancona                  | Attribuzione certa. |
|          | Convento degli Agostiniani                                     | 1746         | Italia     | Roma                    | Attribuzione certa. Convento e chiostro |
|          | Chiesa di Sant'Agostino                                        | 1747-1755    | Italia     | Siena                   | Attribuzione certa. Rinnovamento e ristrutturazione |
|          | Campanile Vanvitelliano della Basilica della Santa Casa        | 1750-1754    | Italia     | Loreto                  | Attribuzione certa. |
|          | Basilica di Santa Maria degli Angeli e dei Martiri             | 1750         | Italia     | Roma                    | Attribuzione certa |
|          | Altare della Cappella del Sacramento del Duomo di Siracusa     | 1752         | Italia     | Siracusa                | Attribuzione certa. |
|          | Reggia di Caserta                                              | 1752-1773    | Italia     | Caserta                 | Attribuzione certa. |
|          | Acquedotto Carolino                                            | 1753-1762    | Italia     | Maddaloni               | Attribuzione certa. |
|          | Real Casina di Caccia di Persano                               | 1753         | Italia     | Serre                   | Attribuzione certa. Restauro |
|          | Chiesa della Missione ai Vergini                               | 1753-1760    | Italia     | Napoli                  | Attribuzione certa. |
|          | Sacrestia della Basilica santuario di Santa Maria di Pozzano   | 1754         | Italia     | Castellammare di Stabia | Attribuzione certa. |
|          | Foro Carolino                                                  | 1757-1765    | Italia     | Napoli                  | Attribuzione certa. |
|          | Villa Campolieto                                               | 1763-1773    | Italia     | Ercolano                | Attribuzione certa. |

## Ascendenza e discendenza
Di seguito viene riportato l'albero genealogico di Luigi Vanvitelli:
|  |  |  |  |       |       |       |       | Caspar van Wittel | Caspar van Wittel | Caspar van Wittel | Caspar van Wittel | Caspar van Wittel | Caspar van Wittel |                  |                  |                  |                  |                  |                  | Anna Lorenzani | Anna Lorenzani | Anna Lorenzani | Anna Lorenzani | Anna Lorenzani | Anna Lorenzani |  |  |  |  |         |         |         |         |         |         |  |  |           |           | Domenico Starich | Domenico Starich | Domenico Starich | Domenico Starich | Domenico Starich | Domenico Starich |                 |                 |                 |                 |                 |                 | Barbara Bay | Barbara Bay | Barbara Bay | Barbara Bay | Barbara Bay   | Barbara Bay   |               |               |               |               |  |  |  |  |               |               |               |               |               |               |
|  |  |  |  |       |       |       |       | Caspar van Wittel | Caspar van Wittel | Caspar van Wittel | Caspar van Wittel | Caspar van Wittel | Caspar van Wittel |                  |                  |                  |                  |                  |                  | Anna Lorenzani | Anna Lorenzani | Anna Lorenzani | Anna Lorenzani | Anna Lorenzani | Anna Lorenzani |  |  |  |  |         |         |         |         |         |         |  |  |           |           | Domenico Starich | Domenico Starich | Domenico Starich | Domenico Starich | Domenico Starich | Domenico Starich |                 |                 |                 |                 |                 |                 | Barbara Bay | Barbara Bay | Barbara Bay | Barbara Bay | Barbara Bay   | Barbara Bay   |               |               |               |               |  |  |  |  |               |               |               |               |               |               |
|  |  |  |  |       |       |       |       |                   |                   |                   |                   |                   |                   |                  |                  |                  |                  |                  |                  |                |                |                |                |                |                |  |  |  |  |         |         |         |         |         |         |  |  |           |           |                  |                  |                  |                  |                  |                  |                 |                 |                 |                 |                 |                 |             |             |             |             |               |               |               |               |               |               |  |  |  |  |               |               |               |               |               |               |
|  |  |  |  |       |       |       |       |                   |                   |                   |                   |                   |                   | Luigi Vanvitelli | Luigi Vanvitelli | Luigi Vanvitelli | Luigi Vanvitelli | Luigi Vanvitelli | Luigi Vanvitelli |                |                |                |                |                |                |  |  |  |  |         |         |         |         |         |         |  |  |           |           |                  |                  |                  |                  |                  |                  | Olimpia Starich | Olimpia Starich | Olimpia Starich | Olimpia Starich | Olimpia Starich | Olimpia Starich |             |             |             |             |               |               |               |               |               |               |  |  |  |  |               |               |               |               |               |               |
|  |  |  |  |       |       |       |       |                   |                   |                   |                   |                   |                   | Luigi Vanvitelli | Luigi Vanvitelli | Luigi Vanvitelli | Luigi Vanvitelli | Luigi Vanvitelli | Luigi Vanvitelli |                |                |                |                |                |                |  |  |  |  |         |         |         |         |         |         |  |  |           |           |                  |                  |                  |                  |                  |                  | Olimpia Starich | Olimpia Starich | Olimpia Starich | Olimpia Starich | Olimpia Starich | Olimpia Starich |             |             |             |             |               |               |               |               |               |               |  |  |  |  |               |               |               |               |               |               |
|  |  |  |  |       |       |       |       |                   |                   |                   |                   |                   |                   |                  |                  |                  |                  |                  |                  |                |                |                |                |                |                |  |  |  |  |         |         |         |         |         |         |  |  |           |           |                  |                  |                  |                  |                  |                  |                 |                 |                 |                 |                 |                 |             |             |             |             |               |               |               |               |               |               |  |  |  |  |               |               |               |               |               |               |
|  |  |  |  |       |       |       |       |                   |                   |                   |                   |                   |                   |                  |                  |                  |                  |                  |                  |                |                |                |                |                |                |  |  |  |  |         |         |         |         |         |         |  |  |           |           |                  |                  |                  |                  |                  |                  |                 |                 |                 |                 |                 |                 |             |             |             |             |               |               |               |               |               |               |  |  |  |  |               |               |               |               |               |               |
|  |  |  |  |       |       |       |       |                   |                   |                   |                   |                   |                   |                  |                  |                  |                  |                  |                  |                |                |                |                |                |                |  |  |  |  |         |         |         |         |         |         |  |  |           |           |                  |                  |                  |                  |                  |                  |                 |                 |                 |                 |                 |                 |             |             |             |             |               |               |               |               |               |               |  |  |  |  |               |               |               |               |               |               |
|  |  |  |  |       |       |       |       |                   |                   |                   |                   |                   |                   |                  |                  |                  |                  |                  |                  |                |                |                |                |                |                |  |  |  |  |         |         |         |         |         |         |  |  |           |           |                  |                  |                  |                  |                  |                  |                 |                 |                 |                 |                 |                 |             |             |             |             |               |               |               |               |               |               |  |  |  |  |               |               |               |               |               |               |
|  |  |  |  | Carlo | Carlo | Carlo | Carlo | Carlo             | Carlo             |                   |                   | Pietro            | Pietro            | Pietro           | Pietro           | Pietro           | Pietro           |                  |                  | Gaspare        | Gaspare        | Gaspare        | Gaspare        | Gaspare        | Gaspare        |  |  |  |  | Tommaso | Tommaso | Tommaso | Tommaso | Tommaso | Tommaso |  |  | Francesco | Francesco | Francesco        | Francesco        | Francesco        | Francesco        |                  |                  | Anna Maria      | Anna Maria      | Anna Maria      | Anna Maria      | Anna Maria      | Anna Maria      |             |             |             |             | Maria Cecilia | Maria Cecilia | Maria Cecilia | Maria Cecilia | Maria Cecilia | Maria Cecilia |  |  |  |  | Maria Palmira | Maria Palmira | Maria Palmira | Maria Palmira | Maria Palmira | Maria Palmira |

Come già riportato dall'albero genealogico, Vanvitelli da Olimpia Starich ebbe i seguenti figli:: 
- Carlo (1739 – Napoli, 10 maggio 1821), anch'egli architetto, proseguì la reggia di Caserta dopo la morte del padre e realizzò diverse architetture di pregio;
- Pietro, nato il 29 settembre 1741, divenne architetto militare e seguì Carlo di Borbone quando si trasferì in Spagna;
- Gaspare, nato il 14 febbraio 1743, divenne magistrato e visse a Napoli;
- Tommaso, nato il 9 giugno 1744, morì a un mese di vita il 10 luglio dello stesso anno;
- Francesco, nato il 1º novembre 1745, seguì le orme del fratello Pietro;
- Anna Maria, nata il 10 luglio 1747, morì all'età di cinque anni, l'11 febbraio 1752;
- Maria Cecilia, nata il 23 novembre 1748, andò in sposa nel 1764 all'architetto Francesco Sabatini, allievo del padre; vedova, si risposò nel 1803 con Ignacio Lopez de Ulloa[33];
- Maria Palmira, nata il 21 marzo 1750, convolò a nozze nel 1767 con Giacomo Vetromile, avvocato e Cavaliere dell'Ordine Costantiniano.